# Чайяпхум (провинция)
Чайяпхум (тайск. ชัยภูมิ) — провинция (чангват) в северо-восточной части Таиланда, в регионе Исан.
Административный центр – город Чайяпхум.
На гербе провинции изображён треугольный флаг, как символ победы в войне.

## Географическое положение

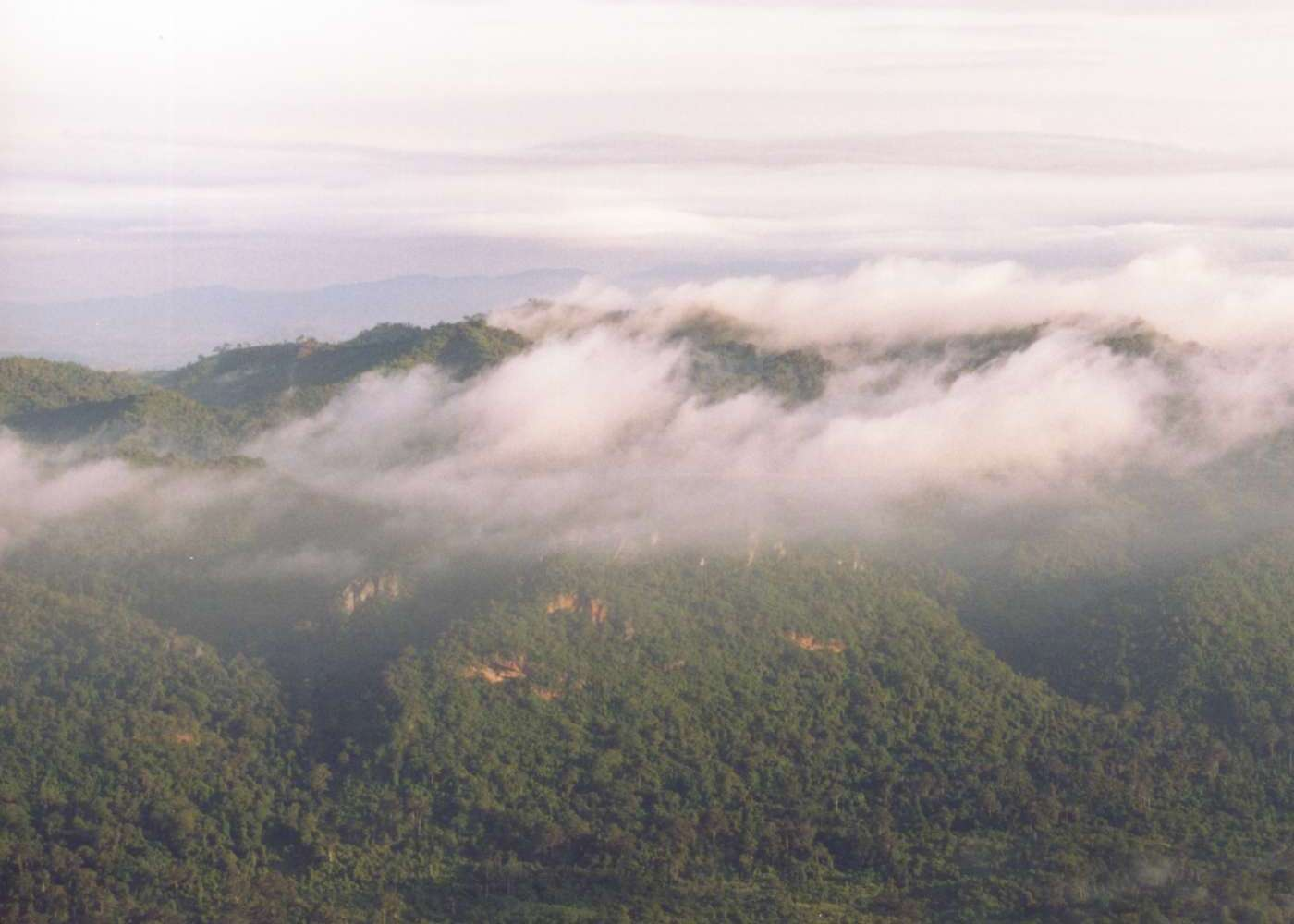
Горы Пхетчабун

Горная цепь Пхетчабун делит территорию Чайяпхума на две части. Самая высокая точка находится на высоте 1222 метров.
На территории провинции много заповедников и четыре национальных парка. Национальный парк Тат Тхон находится на северо-западе и включает в себя заросли лесов и множество водопадов. Наиболее известный водопад провинции находится в Национальном парке Сай Тхонг на западе провинции. Завораживающие пейзажи открываются посетителям парка Па Хин Нгам. А самый большой Национальный парк региона Пху Лаенкха занимает территорию в 200 км². Он располагается на северо-западе административного центра провинции.

## Климат
Климат тропический, муссонный.
| Показатель                    | Янв. | Фев. | Март | Апр. | Май | Июнь | Июль | Авг. | Сен. | Окт. | Нояб. | Дек. | Год   |
| ----------------------------- | ---- | ---- | ---- | ---- | --- | ---- | ---- | ---- | ---- | ---- | ----- | ---- | ----- |
| Средний суточный максимум, °C | 30   | 32   | 35   | 36   | 34  | 32   | 32   | 31   | 31   | 30   | 30    | 29   | 32    |
| Средний суточный минимум, °C  | 17   | 20   | 22   | 24   | 24  | 24   | 24   | 23   | 23   | 23   | 20,0  | 17   | 21,8  |
| Норма осадков, мм             | 3    | 20   | 41   | 87   | 153 | 142  | 133  | 130  | 270  | 146  | 19    | 4    | 1,148 |

## История
История города Чайяпхум восходит ещё к временам кхмерской империи в XII веке, когда он был маленьким городом, служившим перевалочным пунктом на пути из Ангкора в Прасат Сингх (провинция Канчанабури). В 1817 году городок заселили лаосцы, а в 1826 году, когда была объявлена война Сиаму, местный правитель Чаопхо Прайя Лаэ был убит, и все близлежащие территории перешли во владения этого государства. В честь Прайя Лаэ местные жители установили памятник.

## Административное деление

Административное деление провинции Чайяпхум

Общая площадь провинции составляет 12 778,3 км² и административно делится на 16 районов (ампхое):
| 1. Mueang Chaiyaphum 2. Ban Khwao 3. Khon Sawan 4. Kaset Sombun 5. Nong Bua Daeng 6. Chatturat 7. Bamnet Narong 8. Nong Bua Rawe | 1. Thep Sathit 2. Phu Khiao 3. Ban Thaen 4. Kaeng Khro 5. Khon San 6. Phakdi Chumphon 7. Noen Sa-nga 8. Sap Yai |

## Население
По состоянию на 2015 год население провинции составляет 1 138 252 человека. Плотность населения - 89 чел/км². Численность женского населения немного (50,3%) превышает численность мужского (49,7 %).
Население провинции достаточно однородное. Большинство из них имеют этническую принадлежность к лаосцам, говорят на диалекте лаосского языка – исане.

## Сельское хозяйство и промышленность
Основные сельскохозяйственные культуры, выращиваемые Чайяпхум в провинции - это рис, тапиока, сахарный тростник и корень таро. Чайяпхум известен как центр тайской шелковой промышленности.

## Достопримечательности
- Ват Пхра Пхуттхабат Пху Фает (тайск.  พระพุทธบาทภูแฝด) – это небольшой холм, на котором находится камень, с отпечатком ноги Будды.
- Храмы Ват Са Хонг (тайск.  วัดสระหงษ์ ) и Ват Сила Ат Пху Пхра (тайск.  วัดศิลาอาสน์ ภูพระ), отличаются очень красивыми украшениями как снаружи, так и внутри.
- Пранг Ку (тайск.  ปรางค์กู่) – древний храм, сохранившийся со времен кхмерской империи. Ежегодно около этого храма устраивается ярмарка.
- Мо Хин Кхао (тайск.  มอหินขาว) – это равнинная территория, на которой разбросаны большие и маленькие камни, образуя причудливые формы, глядя на которые можно попытаться разглядеть в них знакомые предметы и животных.

## Фестивали и ярмарки
- С 12 по 20 января проходит фестиваль Чаопхо Прайа Лаэ (тайск. งานฉลองอนุสาวรีย์เจ้าพ่อพระยาแล).
- В июле проходит фестиваль свечей.
- Фестиваль цветов Док Крачиао (тайск. งานวันดอกกระเจียวบาน) устраивается ежегодно в сезон дождей в Национальном парке Па Хин Нгам.